# Эйик
Эйик (якут. Ээйик) — село в Оленёкском эвенкийском национальном районе Якутии. Единственный населённый пункт сельского поселения Шологонского национального наслега.
В селе действует запрет на розничную продажу алкогольной продукции.

## География
Село находится в юго-восточной части района, в восточной части Вилюйского плато, на берегу озера Эйик (бассейн реки Тюкян), в 348 км к юго-востоку от села Оленёк, административного центра района, и 745 км к северо-западу от города Якутск, столицы республики. Абсолютная высота — 300-310 м над уровнем моря.

## Население
| 2001 | 2002 | 2010 | 2011 | 2012 | 2013 | 2014 |
| ---- | ---- | ---- | ---- | ---- | ---- | ---- |
| 357  | ↘346 | ↘344 | →344 | →344 | ↘337 | ↘325 |
| 2015 | 2016 | 2017 | 2018 | 2019 | 2020 | 2021 |
| ↘323 | →323 | ↘322 | ↗335 | ↗345 | ↘343 | ↘336 |

## Национальный состав
Согласно результатам переписи 2010 года, в национальной структуре населения якуты составляли 53 % из 344 чел., эвенки — 46 %.

## Улицы
- ул. Лесная,
- ул. Новая,
- ул. Петра Васильева,
- ул. Центральная,
- ул. Шологонская.